# フュウザン会

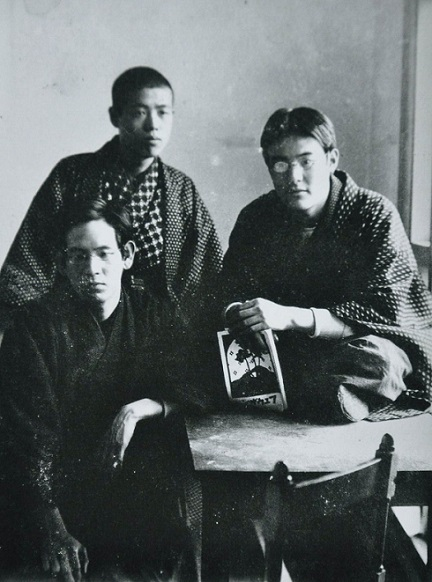
ヒュウザン会第1回展において。岸田劉生(左下)と木村荘八(右)

フュウザン会は、大正時代に結成された美術家集団。発起人は斎藤与里、岸田劉生、清宮彬、高村光太郎など。フュウザン（仏fusain）は木炭の意味。設立時は、ヒュウザン会であったが、後にフュウザン会へ改名した。

## 経緯
1912年（大正元年）9月に結成、10月15日から11月3日まで第1回ヒュウザン会展を開催した（会場は銀座の読売新聞社）。1913年（大正2年）3月11日から同月30日まで第2回フュウザン会展を開催（会場は読売新聞社）し、同年7月に解散した。また、1912年11月には雑誌『フュウザン』を刊行する。
活動期間は短いが、日本で初めての表現主義的な美術運動として、先駆的な意義を持つ。参加者は斎藤、岸田、清宮、高村のほか木村荘八、萬鉄五郎、川上凉花、岡本帰一、バーナード・リーチら。ポスト印象派、フォービズムの影響がみられる。斉藤与里と岸田劉生の主張が食い違ったため、2回の展覧会を開いたのみで解散した。